# Kóhíma
Kóhíma, Kóhima (anglicky Kohima) je hlavní město Nágálandu, jednoho ze svazových států Indie. K roku 2011 měla bezmála sto tisíc obyvatel, takže byla druhým nejlidnatějším městem státu po Dimapuru, který měl zhruba 122 tisíc obyvatel.

## Dějiny
Význam Kóhími, původně místní vesnice, výrazně vzrostl v roce 1879, kdy si zde zřídila oblastní sídlo správa Britského impéria. Hlavním městem Nágálandu je Kóhíma od jeho vzniku, tedy od 1. prosince 1963.